# Carlson Companies
Carlson Companies (Carlson) ist ein Unternehmen aus den Vereinigten Staaten mit Firmensitz in Minnetonka bei Minneapolis, Minnesota. Das Unternehmen war eines der größten im Privatbesitz einer Familie befindlichen Unternehmen in den Vereinigten Staaten.
2016 wurde ein Teil des Unternehmens, das Hotelgeschäft, an die chinesischen HNA Tourism Group verkauft; es wird nun als Carlson Rezidor geführt. Bis 2016 beschäftigte Carlson Companies rund 170.000 Mitarbeiter in rund 150 Ländern; darunter 5.300 Reisebüros, eine Tourismusmarketingfirma, 1.700 Hotels, Ferienanlagen, Restaurants und Kreuzfahrtschiffe.

## Tochterunternehmen
- All Aboard Travel
- Carlson Marketing Group – Anbieter von Reward- und Incentive-Programmen für andere Unternehmen

- Carlson Restaurants Worldwide
  - Pick Up Stix
  - TGI Friday’s
- Carlson Wagonlit Travel
- Country Inns & Suites by Carlson

## Ehemalige Hotels (ab 2016Carlson Rezidor)
- Radisson Hotels & Resorts
- The Rezidor Hotel Group
  - Park Inn Hotels
  - Radisson Blu
- Park Plaza Hotels & Resorts
  - Art’otel

2007 wurde das Tochterunternehmen Regent Seven Seas Cruises, das Luxuskreuzfahrten anbietet, an die Beteiligungsgesellschaft Apollo Management verkauft.
2010 wurde das Tochterunternehmen Regent International Hotels an das taiwanesische Unternehmen Formosa International Hotels verkauft.